# 육십령로
육십령로(Yuksimnyeong-ro)는 전북특별자치도 장수군 장계면 무농리 원무농삼거리와 경상남도 함양군 안의면 교북리 교북 교차로를 잇는 도로이다. 전 구간 국도 제26호선에 속한다.

## 연혁
- 1980년 8월 22일 : 전라북도 완주군 용진면 산정리 ~ 경상남도 함양군 서상면 상남리 (모래재터널 포함) 구간 개통[1]
- 1980년 10월 2일 : 함양군 안의면 월림리 ~ 교북리 707m 구간 개통 및 기존 620m 구간 폐지[2]
- 1998년 4월 3일 : 장수군 장계면 무농리 ~ 월강리 2.14km 구간 개통[3]
- 2003년 7월 24일 : 중남 ~ 송계간 도로(함양군 서상면 중남리 ~ 서하면 송계리) 구간 5.42km 확장 개통[4]
- 2009년 7월 10일 : 2개 이상 시·도에 걸쳐 있는 도로로 육십령로를 고시[5]
- 2013년 6월 : 육십령생태통로 준공[6]
- 2017년 9월 1일 : 함양군 서하면 황산리 ~ 안의면 월림리 0.1km 구간 개량 개통 및 기존 0.3km 구간 폐지[7]

## 주요 경유지
전북특별자치도
- 장수군 장계면

경상남도
- 함양군 (서상면 · 서하면 · 안의면)

## 노선
| 이름             | 접속 노선                         | 소재지                                                        | 소재지                                                        | 비고 |
| ---------------- | --------------------------------- | ------------------------------------------------------------- | ------------------------------------------------------------- | --- |
| 원무농삼거리     | 국도 제26호선 (진장로) 한들로     | 장수군                                                        | 장계면                                                        | 국도 제26호선 구간                                                                                             |
| 장계사거리       | 국도 제19호선 (장무로)            | 장수군                                                        | 장계면                                                        | 국도 제19, 26호선 구간                                                                                         |
| 신동삼거리       | 국도 제19호선 (백화로) 장계신기길 | 장수군                                                        | 장계면                                                        | 국도 제19, 26호선 구간                                                                                         |
| 월강삼거리       | 한들로 도장골길                   | 장수군                                                        | 장계면                                                        | 국도 제26호선 구간                                                                                             |
| 삼봉삼거리       | 의암로                            | 장수군                                                        | 장계면                                                        | 국도 제26호선 구간                                                                                             |
| 오동삼거리       | 지방도 제743호선 (의암로)         | 장수군                                                        | 장계면                                                        | 국도 제26호선 구간 지방도 제743호선 구간                                                                       |
| 명덕교           |                                   | 장수군                                                        | 장계면                                                        | 국도 제26호선 구간 지방도 제743호선 구간                                                                       |
| 명덕삼거리       | 지방도 제743호선 (소비재로)       | 장수군                                                        | 장계면                                                        | 국도 제26호선 구간 지방도 제743호선 구간                                                                       |
| 렛츠런팜장수목장 |                                   | 장수군                                                        | 장계면                                                        | 국도 제26호선 구간                                                                                             |
| 육십령생태통로   |                                   | 장수군                                                        | 장계면                                                        | 국도 제26호선 구간 연장 43m 해발 734m                                                                          |
| 육십령생태통로   | 함양군                            | 서상면                                                        |                                                               | 국도 제26호선 구간 연장 43m 해발 734m                                                                          |
| 중남사거리       | 함양군                            | 서상면                                                        | 국가지원지방도 제37호선 지방도 제1001호선 (덕유월성로) 서상로 | 국도 제26호선 구간 국가지원지방도 제37호선 구간 지방도 제1001호선 구간                                         |
| 중남교 오산1교   | 함양군                            | 서상면                                                        |                                                               | 국도 제26호선 구간 국가지원지방도 제37호선 구간 지방도 제1001호선 구간                                         |
| 오산2교          | 함양군                            | 서상면                                                        | 대남로                                                        | 국도 제26호선 구간 국가지원지방도 제37호선 구간 지방도 제1001호선 구간                                         |
| 도천교           | 함양군                            | 서상면                                                        |                                                               | 국도 제26호선 구간 국가지원지방도 제37호선 구간 지방도 제1001호선 구간                                         |
| (송계통로)       | 함양군                            | 서상로                                                        | 서하면                                                        | 국도 제26호선 구간 국가지원지방도 제37호선 구간 지방도 제1001호선 구간 함양 방향 진출 불가 장수 방향 진입 불가 |
| 송계삼거리       | 함양군                            | 국가지원지방도 제37호선 지방도 제1001호선 (함양남서로) 송계길 | 서하면                                                        | 국도 제26호선 구간 국가지원지방도 제37호선 구간 지방도 제1001호선 구간                                         |
| 서하초등학교     | 함양군                            | 서하송계로 송계길                                             | 서하면                                                        | 국도 제26호선 구간                                                                                             |
| 서하교           | 함양군                            |                                                               | 서하면                                                        | 국도 제26호선 구간                                                                                             |
| 농월정국민관광지 | 함양군                            | 농월정길                                                      | 안의면                                                        | 국도 제26호선 구간                                                                                             |
| 안의대교 서단    | 함양군                            | 강변로 교동길                                                 | 안의면                                                        | 국도 제26호선 구간                                                                                             |
| 안의대교         | 함양군                            |                                                               | 안의면                                                        | 국도 제26호선 구간                                                                                             |
| 안의대교 동단    | 함양군                            | 관북길                                                        | 안의면                                                        | 국도 제26호선 구간                                                                                             |
| 교북 교차로      | 함양군                            | 국도 제3호선 국도 제24호선 국도 제26호선 (거함대로)           | 안의면                                                        | 국도 제26호선 구간                                                                                             |

## 주요 건물 및 시설
- 무진장소방서 (전북특별자치도 장수군 장계면 육십령로 136)
- OK레미콘 (전북특별자치도 장수군 장계면 육십령로 735-33)
- 렛츠런팜장수목장 (전북특별자치도 장수군 장계면 육십령로 764-5)
- 서하초등학교 (경상남도 함양군 서하면 육십령로 2117)